# Stian Ringstad
Stian Lunder Ringstad (ur. 29 sierpnia 1991 w Boddinguu) – norweski piłkarz grający na pozycji obrońcy, zawodnik norweskiego klubu FK Haugesund.

## Kariera klubowa
Ringstad profesjonalną karierę rozpoczął w klubie Eidsvold TF, w którym został włączony do pierwszej drużyny już w wieku 16 lat. W 2009 roku przeniósł się do Lillestrøm SK. W 2016 został zawodnikiem SC Braga. W 2017 przeszedł do Strømsgodset IF. W 2018 wypożyczony był do Sandefjord Fotball.
9 sierpnia 2019 podpisał kontrakt z FK Haugesund, umowa do 31 grudnia 2019. 

## Kariera reprezentacyjna
W reprezentacji Norwegii zadebiutował 27 maja 2014 w towarzyskim meczu przeciwko Francji. Na boisku pojawił się w pierwszej minucie doliczonego czasu gry.
| Mecze i gole w reprezentacji | Mecze i gole w reprezentacji | Mecze i gole w reprezentacji | Mecze i gole w reprezentacji | Mecze i gole w reprezentacji | Mecze i gole w reprezentacji | Mecze i gole w reprezentacji |
| #                            | Data                         | Stadion                      | Rywal                        | Wynik                        | Gol                          | Rozgrywki                    |
| 2014                         | 2014                         | 2014                         | 2014                         | 2014                         | 2014                         | 2014                         |
| ---------------------------- | ---------------------------- | ---------------------------- | ---------------------------- | ---------------------------- | ---------------------------- | ---------------------------- |
| 1.                           | 27.05.2014                   | Saint-Denis, Francja         | Francja                      | 0:4                          | 0                            | towarzyski                   |

## Sukcesy

### Klubowe
SC Braga
- Zdobywca Pucharu Portugalii: 2016